# كريستيان فريدريك لودفيغ
كريستيان فريدريك لودفيغ (بالألمانية: Christian Friedrich Ludwig)‏ (و. 1751 – 1823 م) هو عالم نبات، وكاتب عمومي، وكاتب، وطبيب التوليد والنساء من ألمانيا . ولد في لايبزيغ .
توفي في لايبزيغ ، عن عمر يناهز 72 عاماً.